# Balkantörel
Balkantörel (Euphorbia oblongata) är en törelväxtart som beskrevs av August Heinrich Rudolf Grisebach. Enligt Catalogue of Life ingår Balkantörel i släktet törlar och familjen törelväxter, men enligt Dyntaxa är tillhörigheten istället släktet törlar och familjen törelväxter. Arten har ej påträffats i Sverige.

## Underarter
Arten delas in i följande underarter:
- E. o. oblongata
- E. o. sessiliflora

## Bildgalleri

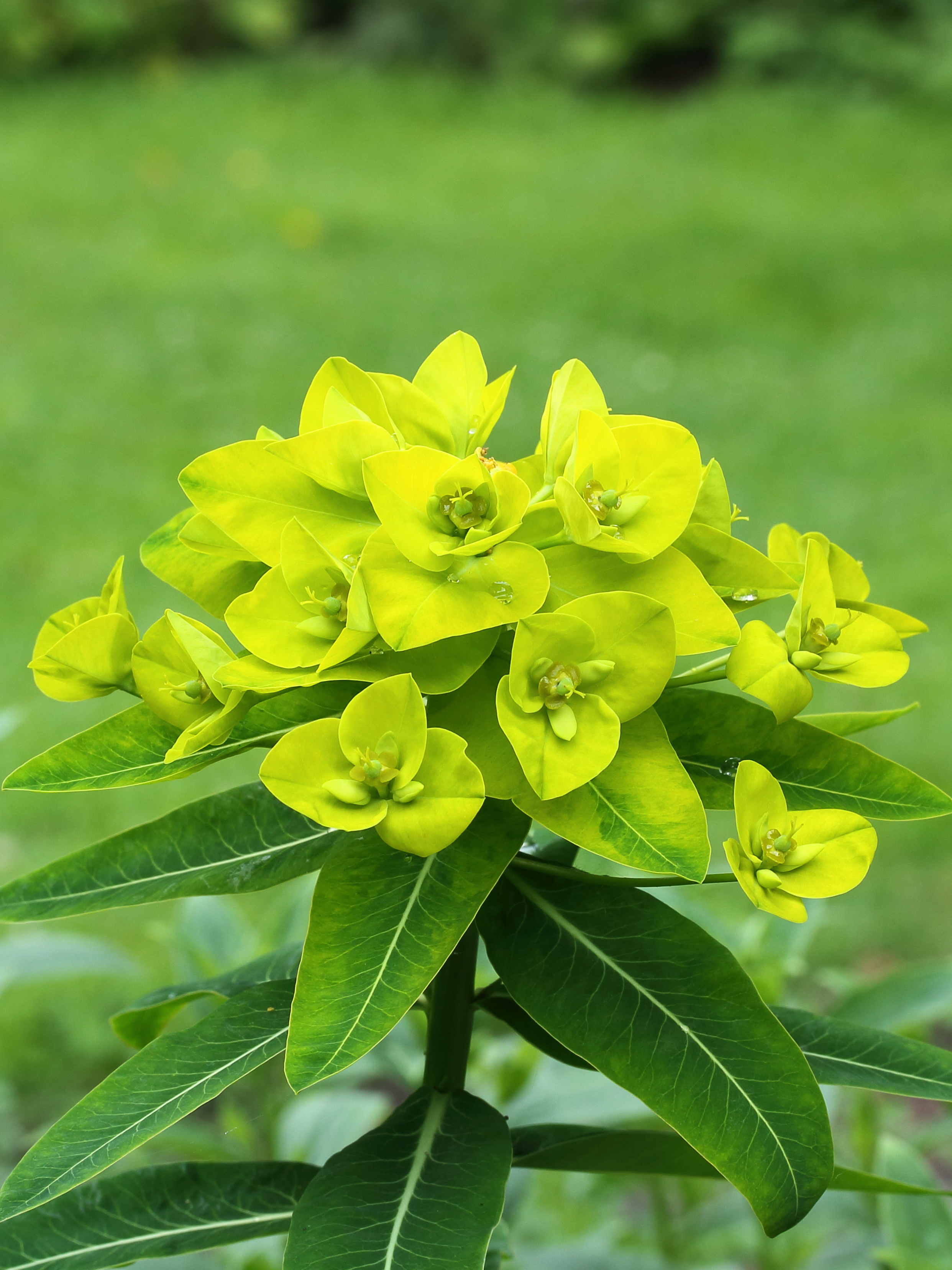